# Cinetus fuscipes
Cinetus fuscipes är en stekelart som beskrevs av Jean-Jacques Kieffer 1907. Cinetus fuscipes ingår i släktet Cinetus, och familjen hyllhornsteklar. Arten är reproducerande i Sverige.